# Лаш-Торреш, Бела
Бе́ла фон Лаш-То́рреш (венг. Las Torres Béla, нем. Béla von Las-Torres; 20 апреля 1890, Будапешт, Венгрия — 13 октября 1915, Кастельнуово, Италия) — венгерский пловец, серебряный призёр летних Олимпийских игр 1908.
На Играх 1908 Лаш-Торреш участвовал в двух дисциплинах. Он стал серебряным призёром вместе со своей сборной в эстафете 4×200 метров вольным стилем и остановился на полуфинале дистанции 400 метров аналогичным стилем.
На следующих Играх 1912 Лаш-Торреш соревновался уже в трёх видах программы. В эстафете 4×200 метров вольным стилем его команда вышла в финал, но не стартовала, а в индивидуальных заплывах вольным стилем на 400 метров он стал пятым, а на 1500 метров не финишировал в финале.
За несколько недель до этого Лаш-Торреш установил мировой рекорд в плавании на 400 метров вольным стилем.
Лаш-Торреш участвовал в Первой мировой войне и погиб в Италии.